# Șîșkîne, Nikopol
Șîșkîne (în ucraineană Шишкине) este un sat în comuna Pavlopillea din raionul Nikopol, regiunea Dnipropetrovsk, Ucraina.

## Demografie
Componența lingvistică a localității Șîșkîne
     Ucraineană (96,3%)
     Rusă (3,09%)
Conform recensământului din 2001, majoritatea populației localității Șîșkîne era vorbitoare de ucraineană (96,3%), existând în minoritate și vorbitori de rusă (3,09%).